# Pinguicula immaculata
Pinguicula immaculata är en tätörtsväxtart som beskrevs av S. Zamudio och A. Lux. Pinguicula immaculata ingår i släktet tätörter, och familjen tätörtsväxter. Inga underarter finns listade i Catalogue of Life.